# 布盧克里克鎮區 (印地安納州亞當斯縣)
布盧克里克鎮區（英語：Blue Creek Township）是位於美國印地安納州亞當斯縣的一個行政鎮區。

## 地方資料
根據2010年美國人口普查的數據，布盧克里克鎮區的面積為63.00平方千米，當中陸地面積為63.00平方千米，而水域面積為0.00平方千米。當地共有人口1440人，而人口密度為每平方千米22.86人。